# Opération des Nations unies au Burundi

Burundi

L'Opération des Nations unies au Burundi ou ONUB (en anglais : United Nations Operation in Burundi) est la Force de maintien de la paix des Nations unies au Burundi entre juin 2004 et décembre 2006. L'objectif est d'établir une paix durable et la réconciliation nationale prévus par l'Accord d'Arusha.

## Historique
L'ONUB a été constituée en application de la résolution 1545 du 21 mai 2004.
La Mission de l'ONUB a pris fin le 1er janvier 2007 lorsque la plupart des fonctions de la mission ont été transférées au Bureau Intégré des Nations unies pour le Burundi (BINUB).

## Organisation
L'ONUB a été dirigé par les Représentants spéciaux du Secrétaire général (RSSG) suivants : de juin 2004 à avril 2006, Mme Carolyn McAskie (Canada) et d'avril à décembre 2006, M. Nureldin Satti (Soudan).
Mme McAskie a été nommée à la tête de l’Opération des Nations unies pour le Burundi (ONUB) dès la création de cette mission en 2004. Nureldin Satti, son adjoint, assurera son intérim jusqu’en décembre. De 2004 à décembre 2006, le commandant de la force de l'ONUB était le général major Derrick M. Mgwebi de l'Afrique du Sud.

## Effectifs
La Mission a été constituée au départ des troupes de la Mission Africaine au Burundi (MIAB) créée par l'Union africaine le 3 février 2003. De 2004 à avril 2006, la mission a compté 2 345 militaires, 78 observateurs, 13 policiers et 705 civils (dont 258 sont internationaux, 341 locaux et 106 volontaires des Nations unies). Les militaires venaient d'Afrique du Sud, du Kenya, du Népal, de Tunisie et de Thaïlande.  À partir de 2006, l'ONUB a réduit ses effectifs de 40 %.

## Décorations

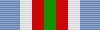
Ruban médaille